# Schloss Sögeln
Das Schloss Sögeln war eine Wasserburg nördlich der Stadt Bramsche im Landkreis Osnabrück in Niedersachsen.

## Geschichte
Erstmals wurde Haus Sögeln im Jahr 1350 ausdrücklich erwähnt. Doch wurden schon im Jahr 1236 zwei Brüder Thethard und Heinrich von Sögeln urkundlich genannt, die das gleiche Wappen führten wie das um Sögeln reich begüterte Ministerialengeschlecht von Braken. Deshalb ist anzunehmen, dass ein Zweig dieser Familie sich in Sögeln einen festen Wohnsitz erbaut hatte. 1344 wurde die Anlage als „ritterliche Wohnung“ im Besitz der Ministerialenfamilie von Ledebur bezeichnet, die sie vom Bistum Osnabrück als Lehen besaß. 1412 war der Burgmann der Burg Quakenbrück Boldewin von Knehem in Haus Sögeln Lehnsnehmer. Wahrscheinlich hatte er Ida von Ledebur, die letzte ihrer Familie, geheiratet. 1426 wurde Haus Sögeln das erste Mal ausdrücklich als Burg erwähnt. 1585 starb die Linie der von Knehem zu Sögeln aus, die Burg wurde 1590 an den bischöflichen Drosten zu Fürstenau, Heinrich von Langen, verkauft. In der Mitte des 18. Jahrhunderts ging die Burg durch Heirat an die Familie von der Horst über. 1792 wurde die Burg an den Freiherrn von Münster verkauft, der sie schon ein Jahr später an Friedrich Philipp von Hammerstein-Equord weitergab. Darauf wurde der innere Burggraben im Osten zu einem Teich erweitert und der Rest zugeschüttet. Die Hauptgebäude der Burg wurden abgerissen und 1793 durch ein klassizistisches Herrenhaus ersetzt. 1817 verkaufte dieser das Schloss an Georg Friedrich Rathgen aus Bremen. Die nächsten Besitzer waren 1858 Ferdinand von Stoltzenberg und seit 1872 die Familie von Rappard.

## Beschreibung
Die ehemalige Burg Sögeln stellt sich heute als Gutsanlage dar, die von einer doppelten Gräfte umgeben ist. Das Hauptgebäude bildet heute ein klassizistisches Herrenhaus mit Mittelrisalit, Gartenterrasse und zwei nachträglich angefügten, niedrigeren Seitenflügeln.

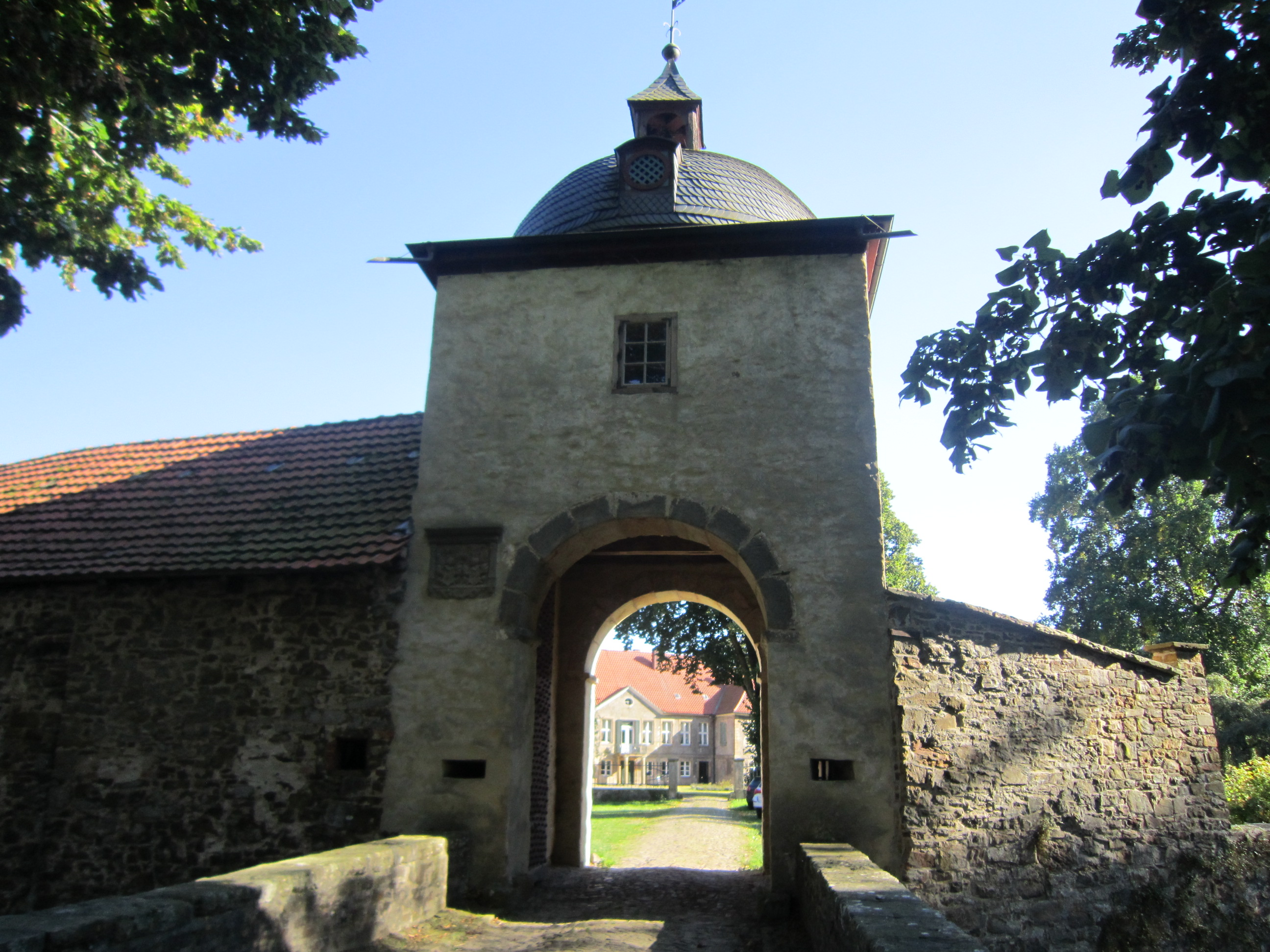
Das Torhaus

In der 1. Hälfte des 18. Jahrhunderts bestand das Gut aus einem Haupthaus mit neu erbautem rechten Flügel, einem Vorwerk, zwei Pferdeställen, einem Back- und Brauhaus, einer Wagenremise, einem Torhaus, einem Schweinestall und einem Schuppen. Das Haupthaus bestand aus Fachwerk mit Steinfüllung und war von einem Wassergraben und einem Wall umschlossen. Am Ostende des Nordflügels des Haupthauses war nach Aussage eines Planes von 1774 ein rechteckiges Gebäude angebaut, vermutlich ein Wohnturm. Teile dieses Vorgängerbaus wurden bei archäologischen Maßnahmen 2012 erfasst.
Das heute erhaltene Torhaus weist quadratische Schießscharten auf, die an ihm befindliche, mit der Jahreszahl 1600 versehene Wappentafel ist nachträglich angebracht worden. Wahrscheinlich ist dieser Turm der älteste existierende Teil der ursprünglichen Burg und früher als Wohnturm verwendet worden.